# مایدان سوپوتسکی پیروشه
مایدان سوپوتسکی پیروشه (به لاتین: Majdan Sopocki Pierwszy) یک روستا در لهستان است که در گمینا سوشتس واقع شده‌است. مایدان سوپوتسکی پیروشه ۵۱۰ نفر جمعیت دارد.